# Зверобой жестковолосый
Зверобо́й жестковоло́сый, или Зверобой волоси́стый (лат. Hypéricum hirsútum) — многолетнее травянистое растение, вид рода Зверобой (Hypericum) семейства Зверобойные (Hypericaceae).

## Ботаническое описание

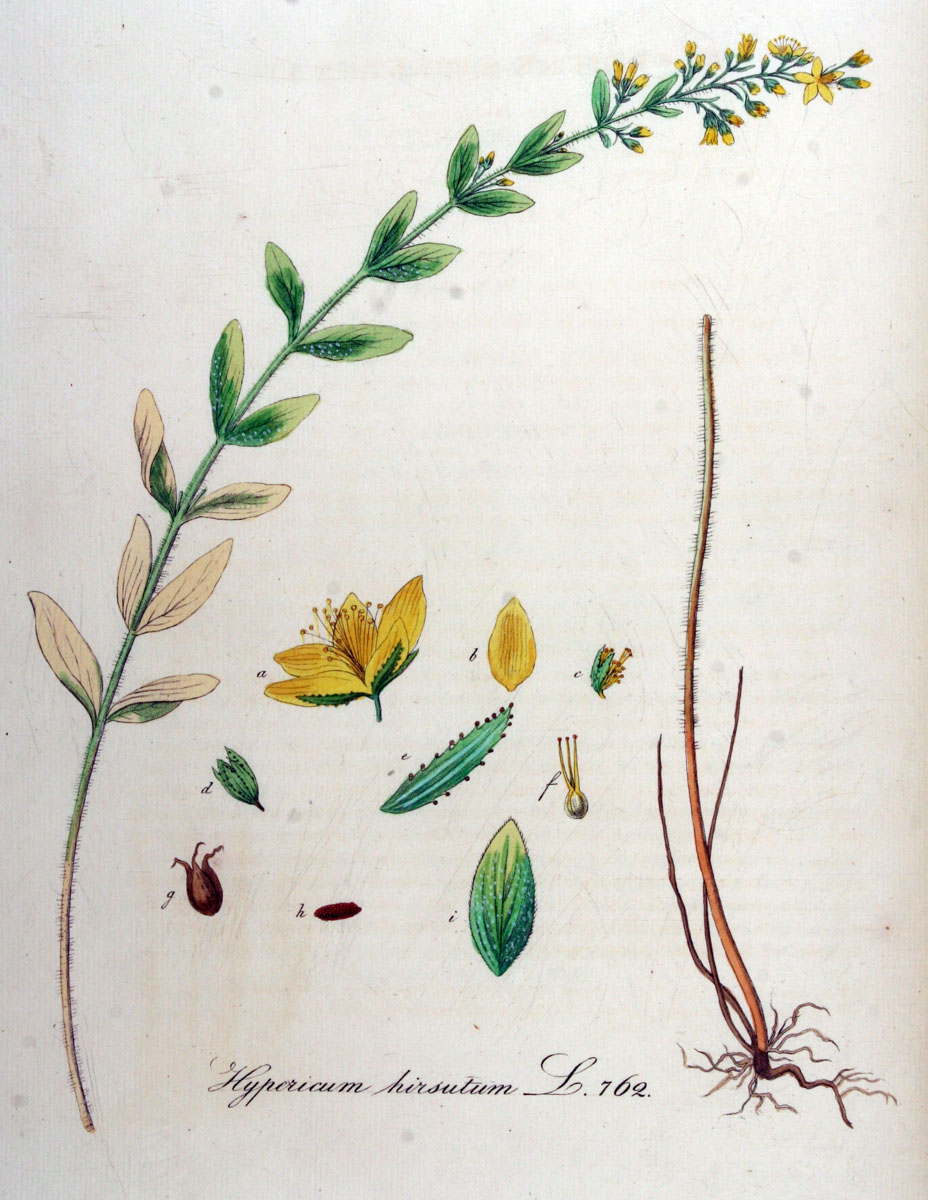
Ботаническая иллюстрация

Травянистое растение, высотой 50—100 см. Корневище ползучее, утолщённое, шириной 1,5—2 мм. Стебель округлый или цилиндрический, прямой, продольные борозды отсутствуют. Вместе с листьями и цветоножками стебли мягкие, пушистые, покрыты полосками рыжевато-белого цвета. Иногда растения могут быть почти полностью голыми и лишь на верхушке с короткими волосками.
Листья яйцевидно-продолговатой или эллиптической формы, длиной 1,7—5 см и шириной 1—2 см, тупые, голубовато-зелёного цвета, отсутствуют чёрные желёзки по краю, почти сидячие. Черешки короткие, длиной 1—1,5 мм.
Цветки многочисленные, длина 3,5—25 см, ширина 1,5—6 см. Соцветие — метёлка, форма продолговатая. Прицветники ланцетной или линейно-ланцетной формы, длиной 2 мм и шириной 0,5 мм, острые, края железисто-зубчатые. Чашелистники линейно-ланцетной или продолговато-ланцетной формы, длина 3,5—4 мм, ширина 0,7—1 мм, островатые, оголённые, края железисто-зубчатые. Лепестки жёлтого или бледно-жёлтого, продолговато-эллиптической формы, длиной 1—1,2 см и шириной 0,5 см, неравнобокие, в верхней части расположены чёрные желёзки на ножках. Тычинки многочисленные, располагаются в 3 пучка.
Завязь яйцевидной формы, длиной 1,5 мм. Столбиков 3, удлинённые, длина 6 мм. Коробочка яйцевидной или продолговато-яйцевидной формы, коричневого цвета, длиной 4—6 мм и шириной 3—5 мм, борозды продольные. Семена мелкие, длиной 1 мм, цилиндрической формы, коричневого цвета. Цветение длится с июля по август. Плодоношение происходит в сентябре.
Вид описан из Европы.

## Экология и распространение
Зверобой жестковолосый произрастает на лесистых долинах и склонах, в ущельях, на опушках лесов и в лесах, галечниках. В горах поднимается до высоты 2 800 м. 
Распространён в Алжире, Турции и Иране.

## Значение и применение
Листья содержат 60 мг% аскорбиновой кислоты.
Считается ядовитым растением. По наблюдениям на Кавказе домашним скотом не поедается. В Крыму и на Кавказе является одним из наиболее охотно поедаемых косулями растений.

## Галерея
|                                                                    |  |  |
| Слева направо: 1 — стебель; 2 — цветок; 3 — нераскрывшиеся листья. |  |  |

## Классификация
Вид Зверобой жестковолосый входит в род Зверобой (Hypericum) семейство Зверобойные (Hypericaceae).
|  |                  |  |                     |                          |                          |  | ещё 45 порядков покрытосеменных (согласно Системе APG II) | ещё 45 порядков покрытосеменных (согласно Системе APG II) |                                           |  |  |  | ещё 9 родов        | ещё 9 родов                |  |  |
|  |                  |  |                     |                          |                          |  | ещё 45 порядков покрытосеменных (согласно Системе APG II) | ещё 45 порядков покрытосеменных (согласно Системе APG II) |                                           |  |  |  | ещё 9 родов        | ещё 9 родов                |  |  |
|  |                  |  |                     | отдел Цветковые растения |                          |  |                                                           |                                                           | семейство Зверобойные                     |  |  |  |                    | вид Зверобой жестковолосый |  |  |
|  |                  |  |                     | отдел Цветковые растения |                          |  |                                                           |                                                           | семейство Зверобойные                     |  |  |  |                    | вид Зверобой жестковолосый |  |  |
|  | царство Растения |  |                     |                          | порядок Мальпигиецветные |  |                                                           |                                                           | род Зверобой                              |  |  |  |                    |                            |  |  |
|  | царство Растения |  |                     |                          |                          |  |                                                           |                                                           |                                           |  |  |  |                    |                            |  |  |
|  |                  |  | ещё около 21 отдела | ещё около 21 отдела      |                          |  |                                                           | ещё 36 семейств (согласно Системе APG II)                 | ещё 36 семейств (согласно Системе APG II) |  |  |  | ещё около 60 видов |                            |  |  |
|  |                  |  |                     | ещё около 21 отдела      |                          |  |                                                           |                                                           | ещё 36 семейств (согласно Системе APG II) |  |  |  |                    |                            |  |  |